# クイントン・フォーチュン
クイントン・フォーチュン（Quinton Fortune、1977年5月21日 - ）は、南アフリカ共和国出身の元同国代表サッカー選手。現役時代のポジションはMF、DF。
負傷離脱が多いものの、鋭いドリブルとパステクニックで南アフリカの看板を背負うプレーヤー。

## 経歴
サッカーを始めたのは南アフリカであったが、トッテナム・ホットスパーFCのテストに合格。ユースチーム入りが決定するも、イギリス特有の労働ビザ取得の難しさからプロ契約を断念しスペインへと渡る。
1995年に加入したRCDマヨルカ（当時2部）でプロデビューを果たすと、翌年にはアトレティコ・マドリードへと籍を移しプリメーラ・ディビシオンデビューを果たす。
この頃から代表にも招集されるようになり、1996年に開催されたアフリカネイションズカップのケニア戦で代表デビューを果たす。これがきっかけで代表の常連となり1998 FIFAワールドカップ、2002 FIFAワールドカップにも出場した。
フランスW杯での活躍が認められ、1999年に念願のプレミアリーグ移籍を果たす。移籍先のマンチェスター・ユナイテッドFCでは7年にわたりプレーし、怪我に悩まされながらもスーパーサブとして活躍する。2006年からはボルトン・ワンダラーズFCへと移籍したが、一年で退団している。
2009年8月4日、トライアルを経てチャンピオンシップのドンカスター・ローヴァーズFCと短期契約を交わしイングランドに復帰。翌年1月4日に契約満了によりクラブを退団した。

## 人物
マンU移籍後、母国の子供たちのためにと、南アフリカに「フォーチュンサッカースクール」を開校させた。

## 代表歴

### 出場大会
- 南アフリカ代表
  - 1998 FIFAワールドカップ
  - 2002 FIFAワールドカップ

### 試合数
- 国際Aマッチ 47試合 2得点（1996年-2005年）[3]

| 南アフリカ代表 | 国際Aマッチ | 国際Aマッチ |
| 年             | 出場        | 得点        |
| -------------- | ----------- | ----------- |
| 1996           | 2           | 0           |
| 1997           | 0           | 0           |
| 1998           | 12          | 0           |
| 1999           | 6           | 0           |
| 2000           | 9           | 0           |
| 2001           | 4           | 0           |
| 2002           | 10          | 1           |
| 2003           | 0           | 0           |
| 2004           | 2           | 0           |
| 2005           | 2           | 1           |
| 通算           | 47          | 2           |

## タイトル
マンチェスター・U
- プレミアリーグ : 2002-03
- FAコミュニティ・シールド : 2003
- インターコンチネンタルカップ : 1999